# Crime do Sacopã
Crime do Sacopã é como ficou conhecido o homicídio do bancário Afrânio Arsênio de Lemos ocorrido no Rio de Janeiro em 6 de abril de 1952, e que durante muitos anos atraiu a atenção da imprensa, ficando não esclarecido, apesar da condenação de um suspeito, o tenente Alberto Jorge Franco Bandeira, posteriormente revogada. Bandeira era namorado de Marina Andrade Costa, que teria um caso com o bancário.
O fato recebeu este nome pelo lugar onde ocorreu – a ladeira do Sacopã, nas imediações da lagoa Rodrigo de Freitas, no Rio de Janeiro, então capital do Brasil.

## História

### Crime
No dia 7 de abril de 1952 um automóvel Citroën foi encontrado na Ladeira do Sacopã.  Em seu interior um corpo com três perfurações a bala, de calibre 32, e diversas marcas de coronhada. Era o funcionário do Banco do Brasil Afrânio de Lemos, então com 31 anos de idade.
Dentro do automóvel foram encontrados documentos da vítima, batons, brincos e uma fotografia de Marina, à época com 18 anos, com dedicatória ao bancário. As impressões digitais encontradas não puderam levar a uma identificação. Marina havia terminado um namoro com Afrânio, quando descobrira que este era desquitado. Identificada pelo comissário Rui Dourado, foi levada a uma delegacia para prestar depoimento. Algum tempo depois apareceu ali à sua procura o tenente Bandeira, da Força Aérea Brasileira e então com 22 anos, identificando-se como seu namorado. Foi atendido pelo mesmo agente policial e, a partir daí, o caso ganhou notoriedade como provável crime passional, envolvendo um triângulo amoroso.

### Investigação e repercussão
Havendo a polícia montado a história, restava levar o tenente Bandeira a júri: este apresentara como álibi o fato de estar em casa de sua avó, na noite do delito. Para a polícia o álibi teria sido forjado, após a consumação do crime.
Ganhando o fato repercussão na imprensa, em 23 de maio de 1952 surgiu o obscuro advogado Leopoldo Heitor e apresentou uma "testemunha" – Walton Avancini – que teria no dia do crime recebido uma carona da vítima e esta lhe teria dito que iria encontrar-se com o tenente Bandeira para tratar do triângulo amoroso.
Bandeira foi condenado a 15 anos de prisão.
Com aval do político e jornalista Tenório Cavalcanti, nas páginas daquela que era a maior revista de circulação no país – O Cruzeiro – Avancini passou a ser tratado como testemunha preparada para levar Bandeira a uma condenação, apresentado como um "ator". Em 1959 Tenório apresentou um pistoleiro paraibano, Joventino Galvão da Silva, como verdadeiro autor do crime. Para Tenório, Bandeira estava sendo vítima de um erro judiciário. Após cumprir metade da pena, foi posto em liberdade condicional. O então Presidente Juscelino Kubitschek concedeu-lhe indulto.
Apesar de ter tentado de várias formas provar sua inocência, Bandeira nunca foi inocentado do crime em júri. Entretanto, após vinte anos, ocorreu a prescrição e ele não poderia mais ser punido pelo fato. Após isto, obteve a sua reintegração aos quadros da Aeronáutica.

## Filmes e programas
O crime serviu de base para o filme Crime no Sacopã de Roberto Pires, em 1963, que teve no elenco atores como Wilson Grey, Rodolfo Arena, Íris Bruzzi e Murilo Néri, além do próprio acusado, o tenente Alberto Bandeira.
Em 2002, quando o crime completou cinquenta anos, vários jornais publicaram matérias sobre ele, e a TVE Brasil exibiu, no programa Olhar 2002, uma entrevista com o tenente Bandeira, no qual este teria declarado que a estratégia da defesa seria "negativa de autoria" ou "legítima defesa", neste último caso sendo interpretado pelo irmão da vítima como uma confissão.
O programa Linha Direta Justiça, da Rede Globo, dedicou sua transmissão de 7 de outubro de 2004 ao crime, com Alberto Jorge Bandeira interpretado em esquetes pelo ator Carmo Dalla Vecchia e Afrânio Arsênio de Lemos por Marcos Pasquim.